# Derdenrekening
Een derdenrekening, derdengeldenrekening of kwaliteitsrekening is een aparte bankrekening die door notarissen, gerechtsdeurwaarders en advocaten gebruikt wordt om gelden van derden tijdelijk in bewaring te kunnen nemen en betalingen (ten behoeve) van en aan meerdere derden te ontvangen en door te storten in een situatie waar nog niet vaststaat aan welke partij het toebehoort. Een bijzondere derdenrekening is een rekening die gebruikt wordt voor één specifieke derde of voor één specifieke zaak. Notarissen en gerechtsdeurwaarders zijn wettelijk verplicht een derdenrekening aan te houden. Per beroepsgroep gelden regels die de belangen van derden te borgen.
Advocaten hebben in Nederland geen verplichting meer een derdengeldrekening aan te houden, wel zijn ze daar onder omstandigheden toe gehouden op grond van het gedragsrecht. Voor Belgische advocaten is een derdenrekening sinds 1 juni 2014 wettelijk verplicht.

## Nederland

### Doel van een derdenrekening
Derdenrekeningen worden gebruikt om namens cliënten bedragen te incasseren, of om tijdelijk de bedragen veilig te stellen. De Wet op het notarisambt (Wna) en de Gerechtsdeurwaarderswet verplichten deze beroepsgroepen gelden van cliënten die zij tijdelijk onder zich hebben op een aparte rekening te zetten. Doel is deze gelden gescheiden te houden van het kantoorvermogen van de notaris of de deurwaarder ter bescherming van oneigenlijk gebruik of faillissement. 
In een arrest van de Hoge Raad uit 1984 inzake het faillissement van notaris Slis-Stroom is bepaald, dat "derdengelden die een notaris onder zich hield, in diens failliete boedel vielen". Volgens de Hoge Raad had dit voorkomen kunnen worden als de gelden op een zogeheten "kwaliteitsrekening" waren gestort. In de jaren negentig zijn ter bescherming van derdengelden diverse regelingen getroffen.

### Aard en omvang van derdenrekeningen

#### Notaris
De notaris mag de derdengeldenrekening alleen gebruiken voor geldstromen waar hij of zij direct bij betrokken is. De notaris moet dus werkzaamheden hebben verricht voor derden waaruit een betalingsverplichting volgt van de ene partij aan de andere partij. De meest voorkomende werkzaamheden van de notaris zijn de transporten van registergoed. De koper dient de koopsom te storten op de derdenrekening van de notaris waarna deze de akte doet passeren. Eerst nadat de eigendomsoverdracht in het Kadaster geregistreerd is, wat minimaal enkele dagen duurt, zal de notaris de koopsom doorstorten naar de verkoper.
Bij het kopen van een huis waarvoor kopers een hypothecaire lening hebben gekregen, zal de bank de hypotheeksom op de derdenrekening van de notaris storten. De notaris is tegenover de bank verantwoordelijk dat er een geldige koopovereenkomst is gesloten en zal pas nadat de leveringsakte is gepasseerd en aan alle formaliteiten is voldaan, het bedrag als koopsom overmaken naar de verkoper van het huis. Op deze manier is er garantie dat de bank de hypotheek uitbetaalt, de bank heeft tegelijkertijd zekerheid dat zij het geld niet kwijt is wanneer (bijvoorbeeld) blijkt dat er geen hypotheek gevestigd kan worden op het huis en de verkoper heeft zekerheid dat hij de koopsom ontvangt.
Na bekend worden in 2021 van langdurige en grootschalige fraude met derdengeldenrekeningen door een topnotaris bij een gerenommeerd kantoor, onderzoekt een commissie van de notariële beroepsorganisatie hoe de controle-mechanismen verbeterd kunnen worden.
De notaris heeft ten aanzien van de derdenrekening geheimhoudingsplicht. In januari 2012 is een beperkte informatieplicht opgenomen in de Wna. Het gaat hier om verstrekking van gegevens, niet van documenten. De geheimhoudingsplicht geldt niet ten aanzien van het Bureau Financieel Toezicht.

#### Gerechtsdeurwaarder
Een gerechtsdeurwaarder zal in de executie-fase alle gelden op zijn derdenrekening laten storten. Vanaf de derdenrekening wordt het vervolgens overgemaakt naar de opdrachtgever.

### Regels en toezicht
Voor notarissen is het houden van een derdenrekening geregeld in de Wet op het notarisambt. Voor deurwaarders in de Gerechtsdeurwaarderswet.
Het toezicht op derdenrekeningen bij notarissen en gerechtsdeurwaarders ligt bij het Bureau Financieel Toezicht (BFT). Bij notarissen houdt het BFT naast financieel toezicht eveneens toezicht op de kwaliteit en integriteit van een notaris. Het BFT doet kwartaalreportages. Als blijkt dat het saldo van de derdenrekening van een notaris minder is dan de vorderingen van derden (negatieve bewaringspositie) dient het BFT een klacht in bij de Kamer van het notariaat. Het toe-eigenen van derdengelden is binnen het notariaat een doodzonde. Zo'n notaris zal door de tuchtrechter uit het ambt gezet worden.
Het toezicht op gerechtsdeurwaarders is voornamelijk preventief. Hiermee wordt geprobeerd de derdengelden onder een gerechtsdeurwaarder te waarborgen bij een eventueel faillissement van de deurwaarder.

### Advocaten in Nederland
In Nederland schrijven de gedragsregels van advocaten voor een derdenrekening aan te houden, tenzij de advocaten geen gelden van derden (zullen) ontvangen. Als dit het geval is, dient dit gemeld te worden aan de deken van de lokale orde van advocaten en is het betreffende advocatenkantoor vervolgens van de verplichting ontheven. De regels voor derdengelden bij advocaten in Nederland zijn bepaald in de Verordening op de administratie en de financiële integriteit (Vafi) van de Nederlandse Orde van Advocaten die sinds 1 juli 2009 van kracht is. Het toezicht over het beheer van derdengelden bij advocaten ligt bij de eigen beroepsorganisatie. Door derdengelden via een stichting te laten lopen is ook bij advocaten in principe gegarandeerd dat gelden voor derden niet getroffen worden door een faillissement van de advocaat.

## België
Het juridisch statuut van derdenrekeningen is geregeld in artikel 3.37 van het Burgerlijk Wetboek (BW). De schuldvorderingen op gelden, effecten en geldswaardige papieren aan toonder die ten behoeve van een derde zijn geplaatst op de rekeningen van advocaten, gerechtsdeurwaarders, vastgoedmakelaars, en notarissen zijn afgescheiden van het vermogen van de rekeninghouder (art. 3.37, eerste lid BW).
Deze schuldvorderingen vallen buiten de samenloop tussen de schuldeisers van de rekeninghouder en alle verrichtingen met betrekking tot deze schuldvorderingen kunnen aan de boedel worden tegengeworpen, voor zover ze verband houden met de bestemming van deze gelden, effecten en geldswaardige papieren aan toonder. Deze gelden, effecten en geldswaardige papieren aan toonder vallen eveneens buiten de vereffening van het huwelijksvermogensstelsel en de nalatenschap van de rekeninghouder  (art. 3.37, tweede lid BW).
Indien het tegoed van de rekening ontoereikend is voor de betaling van de derden, wordt het tussen hen verdeeld in verhouding tot hun aanspraken. Indien de rekeninghouder zelf rechten heeft op het tegoed van de rekening, wordt hem slechts het saldo toegekend dat overblijft nadat alle rechten van de derden zijn voldaan (art. 3.37, derde lid BW).
In België is de advocaat vanaf 1 juni 2014 wettelijk verplicht gelden van cliënten onder te brengen op een derdenrekening bij een financiële instelling aangesloten bij de Nationale Bank van België of bij de Deposito- en Consignatiekas (art. 446quater Ger.W.). Deze rekening mag nooit debet staan, mag nooit als zekerheid voor krediet dienen en elke vermenging van de derdenrekening met andere bankrekeningen is uitgesloten. Gelden mogen maximaal twee maanden op een derdenrekening staan. Niet teruggevorderde bedragen moet de advocaat binnen twee jaar na afsluiting van het dossier doorstorten aan de Deposito- en Consignatiekas. De gerechtigde heeft 30 jaar de tijd om het alsnog bij de kas op te vragen.
Ook een vastgoedmakelaar moet een derdenrekening hebben en alle derdengelden moeten op deze derdenrekening worden geplaatst.